# EUROVAPOR
Die EUROVAPOR (Europäische Vereinigung zur betriebsfähigen Erhaltung von Dampflokomotiven und historischem Eisenbahnmaterial) ist eine europäische Vereinigung von Eisenbahnfreunden zur Erhaltung von Dampflokomotiven und historischen Eisenbahnwagen mit Sitz in der Schweiz.

## Geschichte

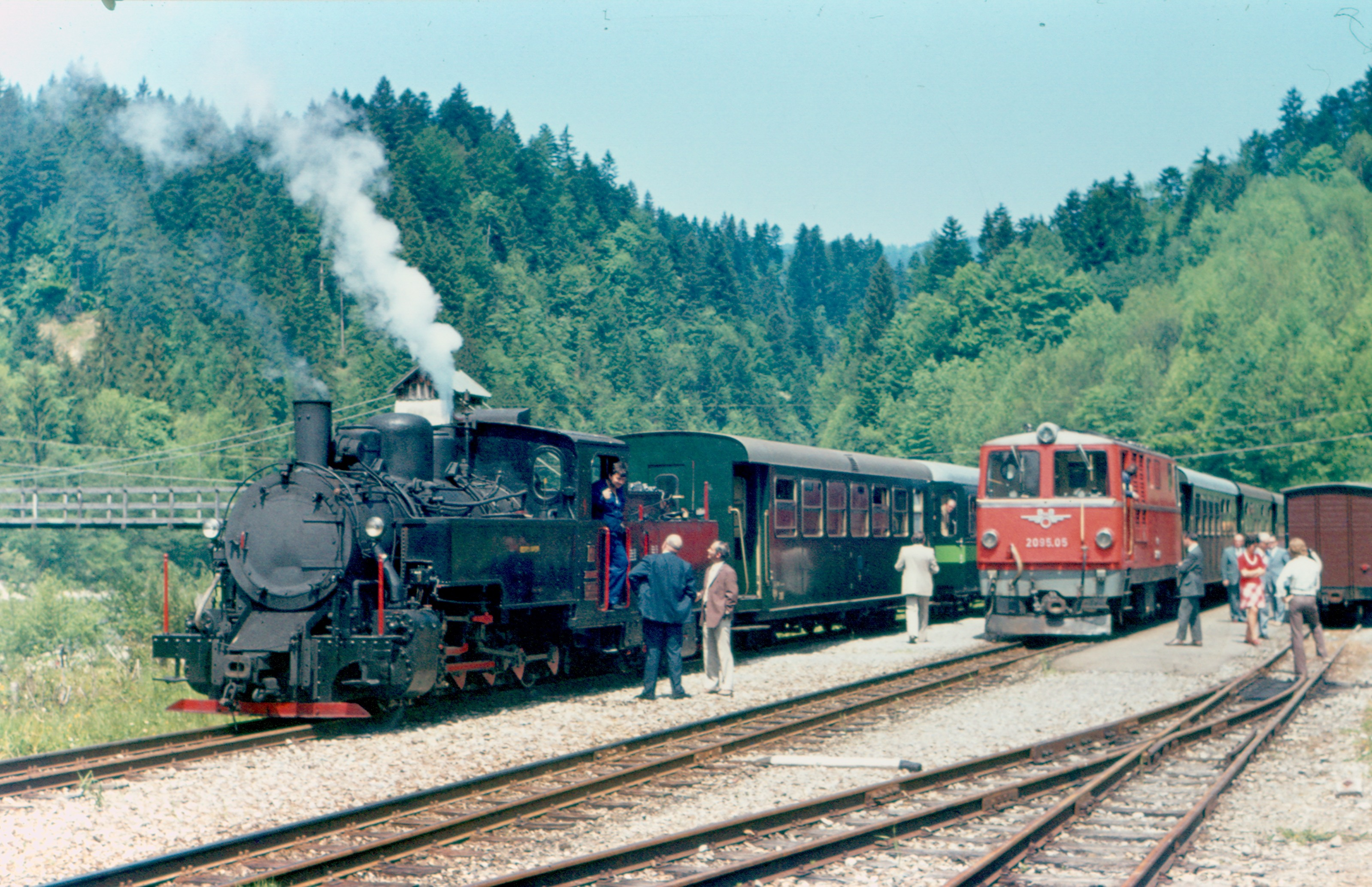
EUROVAPOR-Sonderzug auf der Bregenzerwaldbahn (1974)

Edmondsonsche Fahrkarte und Dampfzuschlag für die Bregenzerwaldbahn, 1976

Die Gründung fand am 17. November 1962 im Hotel Victoria in Basel statt; heute befindet sich der Vereinssitz in Zürich. Das Vereinsziel besteht darin, Dampflokomotiven und historisches Wagenmaterial nicht lediglich museal zu erhalten, sondern die Fahrzeuge aufzuarbeiten und als lebendiges Zeugnis einer vergangenen Technikepoche wieder zu betreiben. Der Verein ist vorwiegend in der Schweiz und im süddeutschen Raum aktiv. Die Mitglieder sind in Sektionen organisiert und unterhalten und betreiben ehrenamtlich 15 Dampflokomotiven und die dazugehörenden Wagen.
Im Mai 1968 wurde mit der T 3 Nr. 30 die erste Dampflokomotive von der SWEG zusammen mit drei Wagen übernommen. Sie kommt seit 1970 betriebsfähig aufgearbeitet vor allem auf der Kandertalbahn zum Einsatz. Schon 1973 konnte die EUROVAPOR Dampfbetrieb auf fünf Strecken bieten: Neben der Kandertalbahn waren das die Solothurn-Zollikofen-Bern Bahn (SZB), die Vereinigten Bern-Worb-Bahnen (VBW), die Waldenburgerbahn (WB) und die Ermstalbahn. Ab 1974 bis zum Juli 1980 betreute EUROVAPOR auch die Dampfzüge auf der Bregenzerwaldbahn in Vorarlberg.
Bis zum Ende der 1970er Jahre beschaffte der Verein mit Hilfe der Genossenschaft der Dampflokfreunde auch größere Lokomotiven wie die 23 058, 41 073, 50 2988. Zusammen mit der Stadt Blumberg wurde 1977 die Museumsbahn Wutachtalbahn eröffnet.
Der Fahrzeugbestand belief sich 1987 auf 15 Dampflokomotiven, einen Dieseltriebwagen, einen Eisenbahnkran und 60 Wagen.
Um die Verantwortlichkeiten besser zu verteilen und die Gemeinnützigkeit im jeweiligen Land einfacher erlangen zu können, wurden verschiedene Sektionen rechtlich verselbständigt. Solche indirekten Sektionen bestanden im Wutachtal (WTB e. V.), im Kandertal (Kandertalbahn e. V.) und im Emmental (Verein Historische Eisenbahn Emmental). Diese indirekten Sektionen waren jedoch weiter an die EUROVAPOR angebunden.
Seit Oktober 2010 besteht die Vereinigung lediglich aus der vormaligen Sektion Sulgen. Die anderen Sektionen wurden zu diesem Zeitpunkt aus der EUROVAPOR entlassen und sind seitdem eigenständig.
Die Betriebsgruppe Deutschland hat seit 2023 im ehemaligen Bahnbetriebswerk Würzburg ihren Standort.

## Filme
- SWR: Eisenbahn-Romantik – 35 Jahre Eurovapor (Folge 271)